# Stazione di Godo
La stazione di Godo è una fermata ferroviaria posta sulle linee Castelbolognese-Ravenna e Faenza-Ravenna, nel tratto in cui corrono affiancate. Serve il centro abitato di Godo, frazione del comune di Russi.

## Movimento
La stazione è servita da treni regionali svolti da Trenitalia Tper nell'ambito del contratto di servizio stipulato con la regione Emilia-Romagna.
A novembre 2019, la stazione risultava frequentata da un traffico giornaliero medio di circa 146 persone (92 saliti + 54 discesi).

## Servizi
La stazione è classificata da RFI nella categoria bronze.